# Trận Bác Vọng
Trận Bác Vọng (chữ Hán: 博望之戰, Bác Vọng chi chiến), còn được gọi là Trận Gò Bác Vọng (chữ Hán: 博望坡之战, Bác Vọng pha chi chiến), là một trận chiến giữa hai thế lực quân phiệt Tào Tháo và Lưu Bị vào năm 202 vào cuối thời Đông Hán.

## Bối cảnh
Sau khi bị Tào Tháo đánh bại ở Từ Châu vào năm 200, Lưu Bị ban đầu tạm nương nhờ quân phiệt Hà Bắc là Viên Thiệu. Tuy nhiên, ông sớm rời đi trước khi Viên Thiệu bị Tào Tháo đánh bại trong trận Quan Độ cuối năm 200, và đến Kinh Châu (bao gồm Hồ Bắc và Hồ Nam ngày nay) để nương nhờ quân phiệt Lưu Biểu. Lưu Biểu ban đầu tiếp đón và giao cho Lưu Bị trấn thủ Tân Dã, nhưng về sau dần nghi kỵ khi Lưu Bị ngày càng có ảnh hưởng ở Kinh Châu. Do đó, Lưu Biểu đã sai Lưu Bị đưa quân bản bộ đến trấn thủ ở Bác Vọng, một đồn trại nhỏ ở phía Bắc Kinh Châu để phòng thủ trước nguy cơ xâm lược của Tào Tháo.
Cùng vào thời điểm đó, lực lượng chính của Tào Tháo đang giao chiến tranh ở miền bắc với tàn dư của thế lực họ Viên, do các con trai của Viên Thiệu là Viên Đàm, Viên Hi và Viên Thượng chỉ huy. Để trấn áp nguy cơ phát triển từ thế lực Lưu Bị, Tào Tháo đã cử các tướng Hạ Hầu Đôn, Lý Điển và Vu Cấm dẫn quân về phía nam tấn công Lưu Bị.

## Trận chiến
Ban đầu, khi giao tranh nổ ra, Lưu Bị bất ngờ đốt trại và rút lui về phía nam. Hạ Hầu Đôn định dẫn quân đuổi theo nhưng bị Lý Điển can ngăn vì nghi ngờ đây là cái bẫy của Lưu Bị. Tuy vậy, Hạ Hầu Đôn đã phớt lờ lời cảnh báo của Lý Điển, sai Lý Điển chỉ huy một nhóm quân ở lại canh giữ trại trong khi ông ta dẫn phần lớn binh lực dưới quyền truy kích cánh quân nghi binh của Lưu Bị. Đúng như dự đoán của Lý Điển, Lưu Bị quả thực đã cho quân mai phục tại gò Bác Vọng, một vị trí ở phía Nam đồn Bác Vọng, đánh tan tát cánh quân của Hạ Hầu Đôn. Rất may cho Hạ Hầu Đôn là cánh quân Lý Điển đã kịp thời đến tiếp viện và Lưu Bị cũng cho quân rút lui khi thấy quân Lý Điển đến giải vây cho Hạ Hầu Đôn.
Trong trận chiến này, thuộc tướng Triệu Vân của Lưu Bị đã bắt được sống được Hạ Hầu Lan, một chỉ huy của quân Tào vốn cùng quê với Triệu Vân. Triệu Vân đã thỉnh cầu Lưu Bị tha mạng cho Hạ Hầu Lan và tiến cử Hạ Hầu Lan làm làm Quân chính.

## TrongTam Quốc diễn nghĩa
Trận chiến được mô tả trong Chương 39 của tiểu thuyết Tam quốc diễn nghĩa của La Quán Trung.
Tào Tháo sai Hạ Hầu Đôn dẫn 10 vạn quân tấn công Lưu Bị ở Tân Dã. Khi đó Gia Cát Lượng mới gia nhập lực lượng của Lưu Bị và chưa có đóng góp gì. Quan Vũ và Trương Phi không phục và thể hiện không muốn tuân lệnh của Gia Cát Lượng nên Gia Cát Lượng đã mượn ấn kiếm của Lưu Bị để thiết lập quân lệnh. Kế hoạch tác chiến của Gia Cát Lượng chống lại quân của Hạ Hầu Đôn như sau: Quan Vũ và Trương Phi mỗi người sẽ dẫn 1.000 người mai phục ở hai bên trái và phải thành Bác Vọng, đồng thời đốt quân nhu của quân Tào khi thấy lửa cháy ở phía nam; Quan Bình và Lưu Phong được giao nhiệm vụ đốt cháy gò Bác Vọng khi quân Tào rơi vào ổ phục kích; Triệu Vân dẫn quân tiên phong dụ quân Tào vào ổ phục kích; Lưu Bị sẽ chỉ huy lực lượng dự phòng. Gia Cát Lượng còn sai Tôn Càn, Giản Ung chuẩn bị ăn mừng chiến thắng.
Khi Hạ Hầu Đôn đến gần gò Bác Vọng, ông ta đã chia một nửa quân số của mình làm tiên phong trong khi số còn lại đi sau để bảo vệ quân lương. Triệu Vân và Lưu Bị liên tiếp đến khiêu chiến Hạ Hầu Đôn, sau đó giả vờ thất bại rút lui dụ Hạ Hầu Đôn đuổi theo. Khi Hạ Hầu Đôn muốn đích thân dẫn quân truy kích, phó tướng Hàn Hạo đã cảnh báo ông ta cẩn trọng trước nguy cơ bị phục kích, nhưng đã bị Hạ Hầu Đôn phớt lờ và càng thúc quân tiến nhanh hơn để tiến đánh Tân Dã.
Tuy nhiên, khi tiến vào đến gò Bác Vọng, Hà Hầu Đôn chợt nhận ra mối nguy hiểm và cố gắng rút lui nhưng đã quá trễ. Quân phục kích của Lưu Bị đã dùng hỏa công đốt cháy khu vực phục kích quân Tào. Quân của Hạ Hầu Đôn hoảng loạn và cố gắng chạy trốn, trong khi bị Triệu Vân dẫn quân vòng lại tấn công. Hạ Hầu Đôn liều mạng vượt qua vòng vây lửa khói để trốn thoát. Ở phía sau, quân của Quan Vũ và Trương Phi đốt cháy số quân lương đi phía sau của quân Tào do Hàn Hạo và Hạ Hầu Lan bảo vệ. Hạ Hầu Lan bị Trương Phi giết chết, còn Hàn Hạo may mắn trốn thoát được cùng với Lý Điển và Vu Cấm. Sáng hôm sau, Hạ Hầu Đôn tập hợp tàn quân và rút lui về Hứa Xương.
Sau chiến thắng, Quan Vũ và Trương Phi đã thay đổi thái độ đối với Gia Cát Lượng. Trong khi đó, tại Hứa Xương, Hạ Hầu Đôn tự trói mình và tạ tội chết với Tào Tháo, nhưng Tào Tháo đã tha thứ không hạch tội. Tào Tháo cũng khen thưởng Lý Điển và Vu Cấm vì những cảnh báo dù bất thành.
Vai trò của Gia Cát Lượng

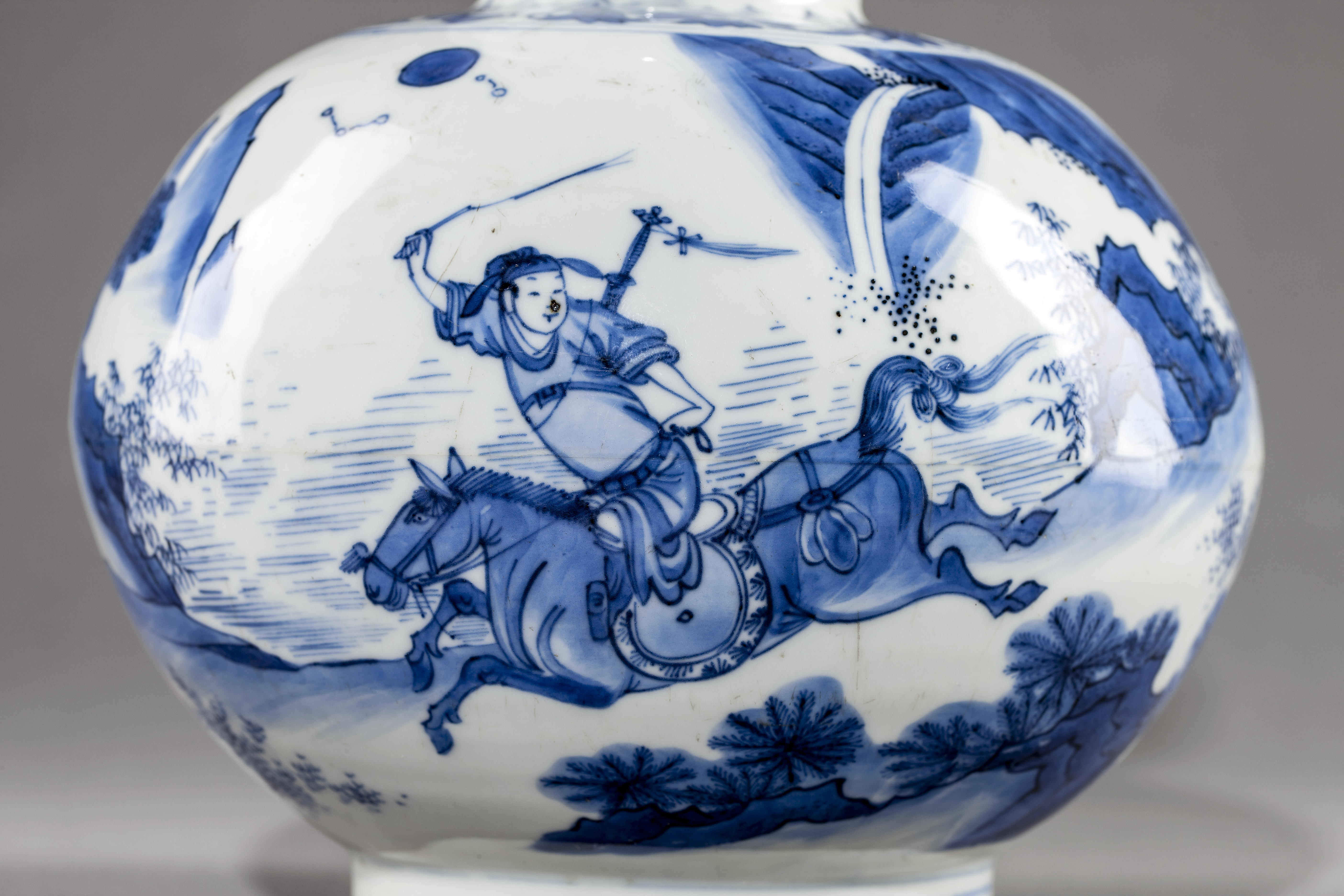
Một người lính cưỡi ngựa phi nước đại về phía gò Bác Vọng, 1627-1644 - Bảo tàng Hallwyl, Stockholm, Thụy Điển.

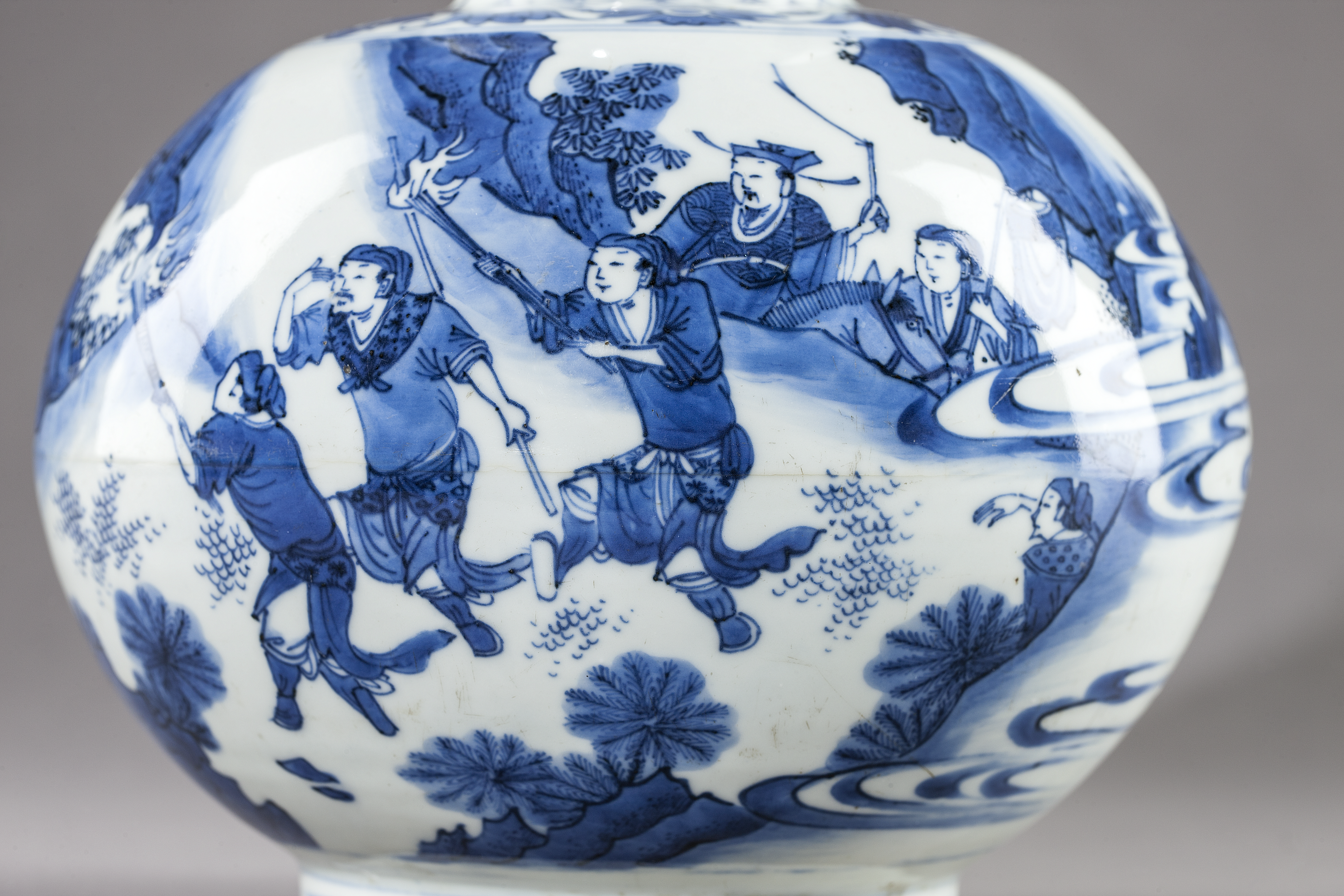
Một người lính cưỡi ngựa phi nước đại về phía gò Bác Vọng với quân lính phía sau mang theo những ngọn đuốc rực lửa, 1627-1644 - Bảo tàng Hallwyl

Phần tiểu sử của Lưu Bị trong Tam quốc chí có đề cập rằng chính Lưu Bị đã thực hiện trận phục kích chống lại quân Tào do Hạ Hầu Đôn và Vu Cấm chỉ huy tại Bác Vọng. Chính Lưu Bị đã chuẩn bị một cuộc phục kích, đồng thời cũng thực hiện động thái đốt trại và giả vờ rút lui. Hạ Hầu Đôn đã bị mắc mưu, dẫn quân truy kích, bị dẫn dụ vào ổ phục kích và bị đánh bại. Bên cạnh đó, mặc dù cả tiểu sử của Lưu Bị và Gia Cát Lượng đều không ghi rõ năm Gia Cát Lượng gia nhập lực lượng của Lưu Bị nhưng Gia Cát Lượng chỉ được nhắc đến trong tiểu sử của Lưu Bị sau trận Bác Vọng. Không có đề cập nào đến việc Gia Cát Lượng tham gia trận chiến này.

## Trong văn hóa đại chúng
Trận chiến đã tạo cơ sở cho nhiều vở kịch trong các thể loại kinh kịch khác nhau của Trung Quốc. Ví dụ, nó đã được giới thiệu trong  các vở Việt kịch (kinh kịch Quảng Đông) và tạp kịch Trung Quốc.
Trận chiến cũng xuất hiện trong nhiều trò chơi điện tử có chủ đề Tam Quốc như Warriors of Fate của Capcom, Sangokushi Koumeiden của Koei, Sangokushi Sousouden và Dynasty Warriors 4 . Trận chiến là màn đầu tiên trong Warriors of Fate và Sangokushi Koumeiden .
Chiến trường cổ Bác Vọng hiện được chỉ định là di sản cấp quận, nơi có tượng đài bằng đá kỷ niệm trận chiến. Những chiếc kích bị gãy và tro của ngũ cốc được phát hiện ở đó và được xác định về mặt khảo cổ học là từ cuối triều đại nhà Hán.